# IF – Låtsaskompisar
IF – Låtsaskompisar (engelska: IF) är en amerikansk drama- och komedifilm från 2024. Filmen är regisserad, skriven och medproducerad av John Krasinski. I huvudrollerna ses bland andra  Ryan Reynolds, Krasinski och Fiona Shaw.
Filmen hade biopremiär i Sverige den 17 maj 2024, utgiven av Paramount Pictures.

## Handling
Filmen kretsar kring en flicka som utvecklar en förmåga att kunna se allas imaginära vänner som blivit lämnade av deras verkliga vänner efter att de växt upp.

## Rollista (i urval)
- Ryan Reynolds
- John Krasinski
- Cailey Fleming
- Fiona Shaw
- Louis Gossett Jr.
- Bobby Moynihan
- Alan Kim
- Phoebe Waller-Bridge
- Steve Carell
- Matt Damon
- Emily Blunt
- Maya Rudolph
- Vince Vaughn
- Sam Rockwell
- Sebastian Maniscalco
- Christopher Meloni
- Awkwafina
- Jon Stewart
- Richard Jenkins